# Alen Pamić
Alen Pamić (* 15. Oktober 1989 in Žminj, Jugoslawien; † 21. Juni 2013 in Kanfanar, Kroatien) war ein kroatischer Fußballspieler.

## Sportlicher Werdegang
Pamić, Sohn des kurzzeitigen kroatischen Nationalspielers Igor Pamić, folgte zunächst seinem Vater bei dessen Trainerstationen. So spielte er bis 2007 in der Jugend des NK Žminj, dessen Wettkampfmannschaft der Vater betreute.
2007 wechselte Pamić zum seinerzeitigen Drittligisten NK Karlovac, der seinen Vater als Trainer engagiert hatte. Hier debütierte er im Erwachsenenfußball und war einer der Stammspieler beim Aufstieg in die Zweitklassigkeit. In der Folge trennten sich die Wege von Vater und Sohn zunächst, da er zum Erstligisten HNK Rijeka weiterzog. Nach zwei Spielzeiten wechselte er nach Belgien zu Standard Lüttich. Dort erlitt er im November 2010 vor einem Nachwuchsspiel gegen die Jugendmannschaft des SV Zulte Waregem einen Herzstillstand. Nachdem sein Vertrag wenige Monate später aufgelöst worden war, kehrte er nach Kroatien zurück und schloss sich dem von seinem Vater trainierten Klub NK Istra 1961 an. Hier lief er wieder in der 1. HNL auf.
Nachdem Pamić bereits im Februar 2013 während eines Ligaspiels zusammengebrochen war, verstarb er im Juni des Jahres, während er mit Freunden Futsal spielte.